# Dysstroma nigerrimata
Dysstroma nigerrimata är en fjärilsart som beskrevs av Heydemann 1929. Dysstroma nigerrimata ingår i släktet Dysstroma och familjen mätare. Inga underarter finns listade i Catalogue of Life.